# 格但斯克圣凯瑟琳教堂

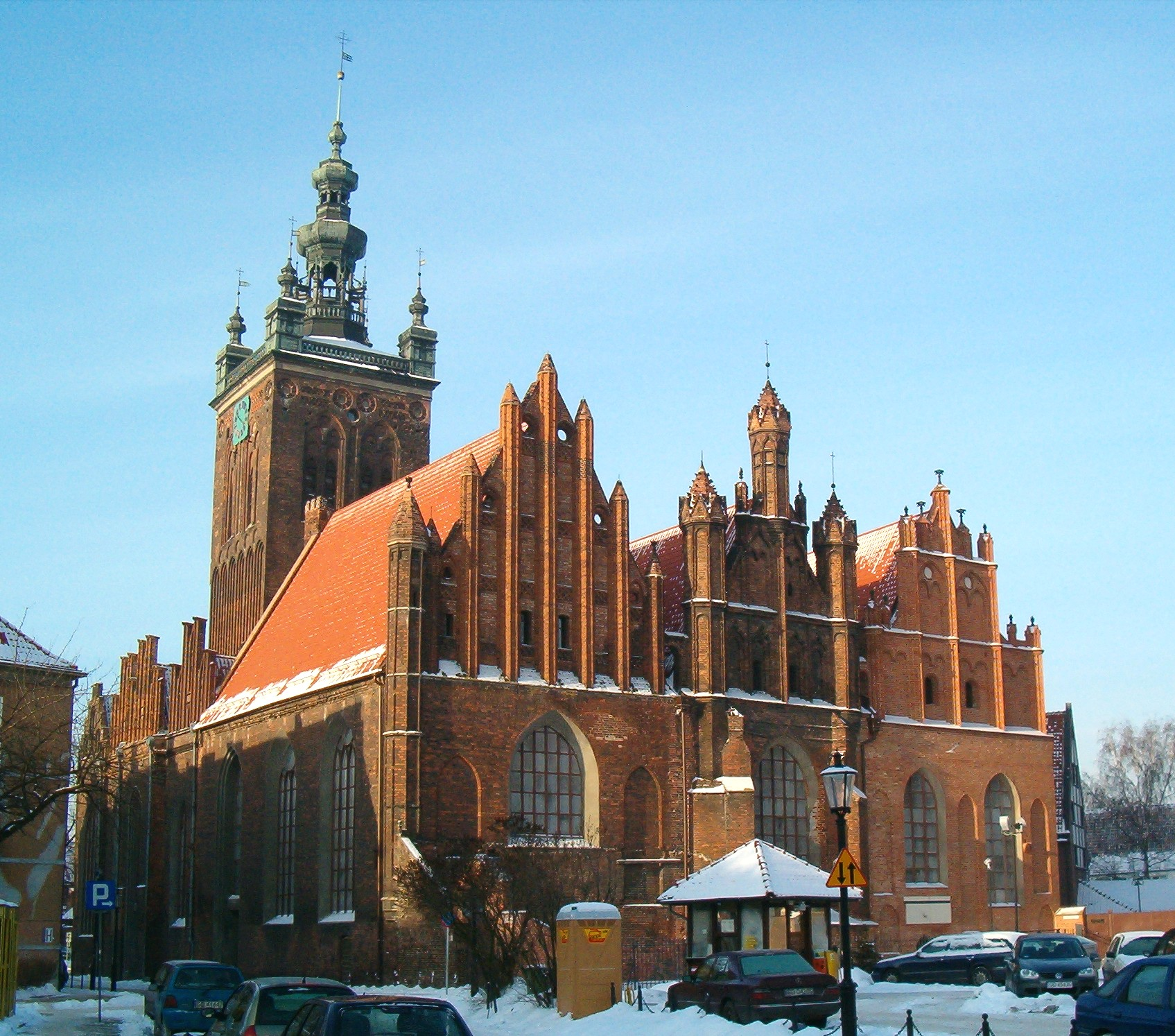
圣凯瑟琳教堂

格但斯克圣凯瑟琳教堂（波兰语：Kościół św. Katarzyny，德语：Katharinenkirche）位于波兰格但斯克，是该市最古老的教堂，也是第二大教堂（仅次于格但斯克圣母升天大殿）。它可能由王子Sobieslaw I兴建于1185年，当时是一座木制教堂。
1227年至1239年的几年中，改建为石砌建筑。在14和15世纪，教堂进行大规模扩建. 里面有一些美丽的绘画作品，天文学家约翰·赫维留埋葬于此。
在第二次世界大战中，1945年，教堂及钟楼被彻底摧毁。在教堂里现在有一个时钟博物馆。 
1905年7月3日和2006年5月22日，该教堂都曾经发生火灾。  

## 图片

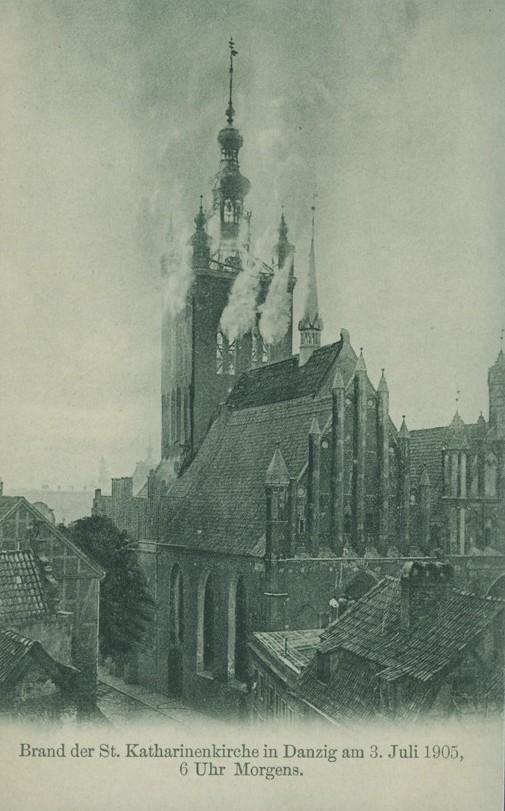
1905年大火
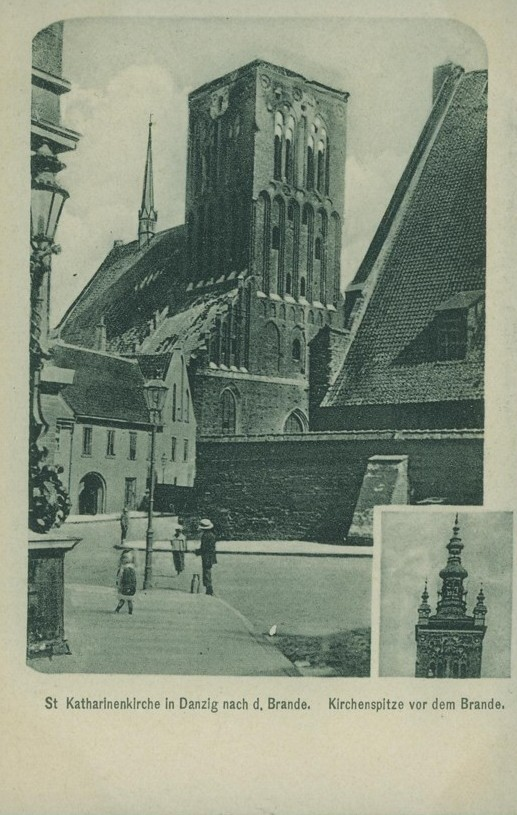
大火之后
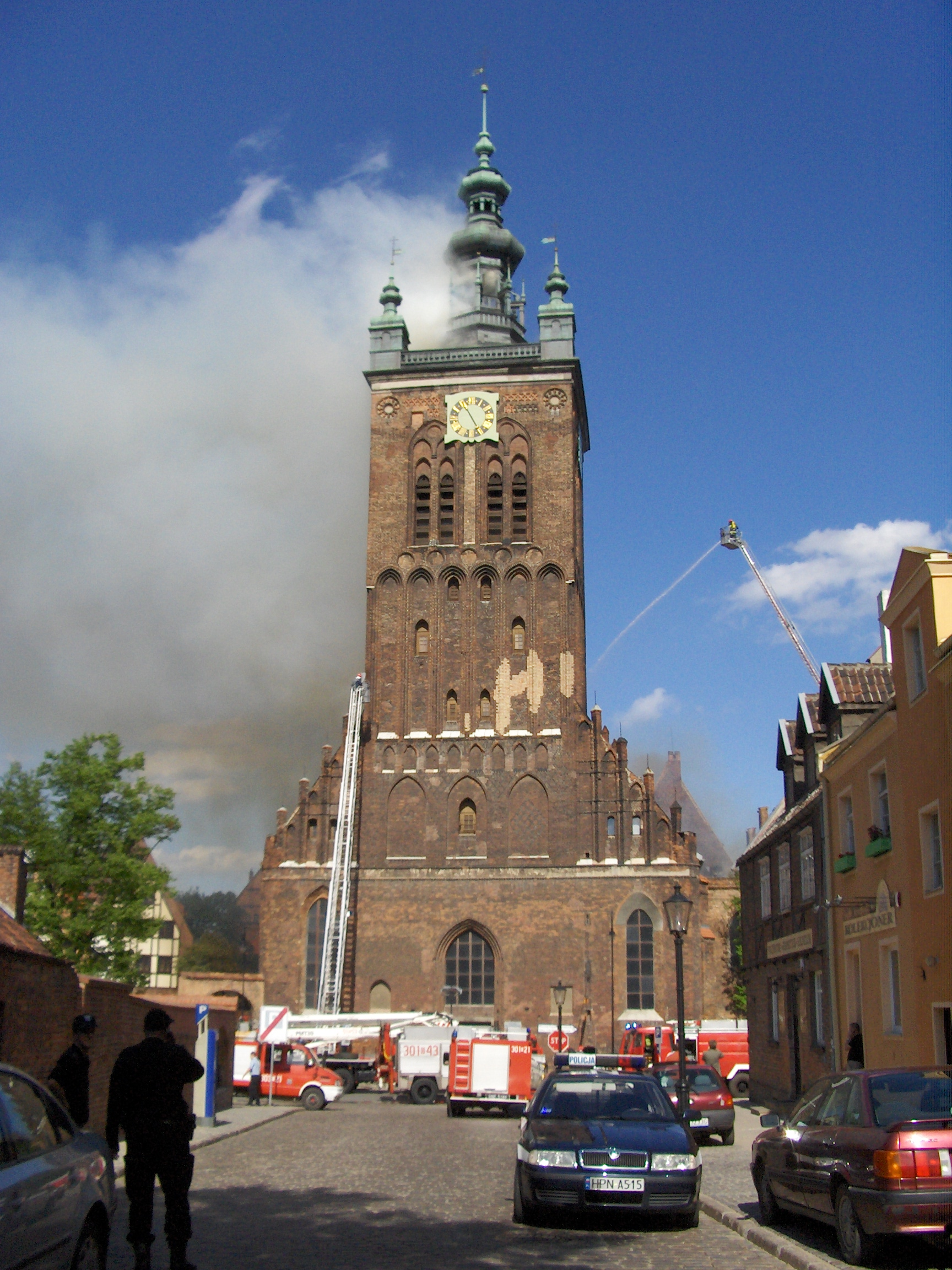
2006年大火